# Pteropoda
Gli Pteropodi (Pteropoda Cuvier, 1804) sono un ordine di molluschi gasteropodi marini eterobranchi della infraclasse Euthyneura, noti comunemente come "farfalle di mare". Il nome comune deriva dalla particolare conformazione dell'organismo che permette a questi molluschi di muoversi nell'acqua in modo analogo a come alcuni piccoli insetti volano nell'aria.

## Descrizione
Gli pteropodi si caratterizzano per la presenza di un piede modificatosi a formare un paio di appendici laterali a forma di ali, dette parapodi, che consentono loro di spostarsi nuotando. La maggior parte delle specie è di piccole dimensioni, inferiori a 1 cm. Possono essere privi di conchiglia (sottordine Gymnosomata) o dotati di una delicata conchiglia translucente (Euthecosomata e Pseudothecosomata).

## Biologia
Gli pteropodi dotati di conchiglia rivestono un ruolo importante nel ciclo del carbonio, legando l'anidride carbonica atmosferica e dell'acqua marina sotto forma di carbonato di calcio. In virtù di tale caratteristica, tali organismi risultano notevolmente vulnerabili al processo di acidificazione degli oceani.

## Distribuzione e habitat
Sono molluschi planctonici con distribuzione cosmopolita, diffusi a tutte le latitudini, dai poli all'equatore. La maggior parte delle specie compie più o meno pronunciate migrazioni verticali quotidiane, spingendosi in superficie durante la notte e trascorrendo le ore diurne in profondità.

## Tassonomia
L'ordine Pteropoda comprende tre sottordini, cinque superfamiglie e 15 famiglie:
- Sottordine Euthecosomata
  - Superfamiglia Cavolinioidea Gray, 1850(1815)
    - Famiglia Cavoliniidae Gray, 1850 (1815)
    - Famiglia Cliidae Jeffreys, 1869
    - Famiglia Creseidae Rampal, 1973

  - Superfamiglia Limacinoidea Gray, 1840
    - Famiglia Heliconoididae Rampal, 2019
    - Famiglia Limacinidae Gray, 1840
    - Famiglia Thieleidae Rampal, 2019
- Sottordine Gymnosomata
  - Superfamiglia Clionoidea Rafinesque, 1815
    - Famiglia Clionidae Rafinesque, 1815
    - Famiglia Cliopsidae O.G. Costa, 1873
    - Famiglia Notobranchaeidae Pelseneer, 1886
    - Famiglia Pneumodermatidae Latreille, 1825

  - Superfamiglia Hydromyloidea Pruvot-Fol, 1942 (1862)
    - Famiglia Hydromylidae Pruvot-Fol, 1942 (1862)
    - Famiglia Laginiopsidae Pruvot-Fol, 1922
- Sottordine Pseudothecosomata
  - Superfamiglia Cymbulioidea Gray, 1840
    - Famiglia Cymbuliidae Gray, 1840
    - Famiglia Desmopteridae Chun, 1889
    - Famiglia Peraclidae Tesch, 1913